# 马特塞
马特塞是奥地利萨尔茨堡州萨尔茨堡城郊县的一个市镇。总面积24.6平方公里，总人口2959人，人口密度120.3人/平方公里（2005年）。